# Болхово
Болхово — деревня в Великолукском районе Псковской области России. Входит в состав сельского поселения «Успенская волость».
Расположена в 2 км от юго-западного побережья озера Сиверст, в 56 км к юго-востоку от райцентра Великие Луки и в 12 км к юго-востоку от волостного центра Успенское.

## Население
Численность населения деревни по состоянию на 2000 год составила 9 жителей, на 2010 год — 1 житель.